# Ружица или ред книжки за жените
„Ружица или ред книжки за жените“ е първото българско списание предназначено за жени. Издава се от Петко Славейков през 1871 г. в Цариград.
Задачите на списанието са да спомогне за по-бързото развиване и онеправдаване на нежния пол. В него се представят изучаването на семейния живот, изследването на нравственото и физическото възпитание, описание на живота и делата на известни жени. Печати се в печатницата на вестник „Македония“. Излизат само два броя.

## Памет
На „Ружица“ е наречена улица в квартал „Драгалевци“ в София (Карта).